# Traverso (nautica)
Il traverso di un'imbarcazione corrisponde alla perpendicolare della linea longitudinale della nave, tracciata a metà della lunghezza fuori tutto della barca (o nave) stessa.
È anche un tipo di andatura a vela caratterizzata dal fatto che il vento che fornisce la forza propulsiva alla barca arriva da una direzione perpendicolare alla linea longitudinale dell'imbarcazione stessa.